# Les Olmes
Les Olmes korábbi község (település) Franciaországban, Rhône megyében. 2019. január 1-jén Pontcharra-sur-Turdine, Dareizé és Saint-Loup községgel egyesült és az így létrejött Vindry-sur-Turdine új község része lett.
Lakosainak száma 829 fő (2018. január 1.). Les Olmes Saint-Loup, Pontcharra-sur-Turdine, Sarcey és Saint-Romain-de-Popey községekkel határos.

## Népesség
A település népességének változása:
| Lakosok száma | 784  | 788  | 833  | 815  | 829  |
|               | 2013 | 2015 | 2016 | 2017 | 2018 |